# Mordheim: City of the Damned
Mordheim: City of the Damned (dobesedno Mordheim: Mesto prekletih) je potezna taktična videoigra z elementi igranja vlog, ki jo je ustvarila razvijalska skupina Rogue Factor in izdala založba Focus Home Interactive leta 2015 za operacijski sistem Microsoft Windows. Narejena je po predlogi fantazijske namizne igre Mordheim podjetja Games Workshop, ki je del franšize Warhammer.
Igra je bila kasneje prirejena za igralni konzoli Xbox One in PlayStation 4, različici za ti konzoli sta izšli oktobra 2016. Dobila je tudi dva dodatka, vsak od katerih je uvedel novo frakcijo v igri: Witch Hunters (»lovci na čarovnice«) junija in Undead (»nemrtvi«) oktobra 2016.

## Igranje
Igra, tako kot v izvirniku, postavi igralca v vlogo poveljnika manjše taktične skupine (warband oz. bojna tolpa) ene od frakcij, ki zbira opremo in magične kristale, imenovane »wyrdstone«, po opustošenem mestu Mordheim. Pri tem se spopada z rivalnimi tolpami. Vsaka misija vključuje spopad z eno ali (v redkih primerih) več teh tolp, pri čemer lahko posamezni pripadniki tolpe med približevanjem sovražnim silam iščejo opremo in kristale ter jih obdržijo, če jim uspe premagati nasprotno tolpo. Akcija poteka potezno, po vrstnem redu iniciative vsakega vojaka, katere igralec vodi v tretjeosebnem pogledu naokrog po hišah in ulicah ter se zapleta v boj s pripadniki sovražnih tolp. Tudi boj poteka potezno, pri čemer izide akcij (napad z orožjem ali obramba) določajo lastnosti vojaka ter naključni met kocke, ki ga izvede računalnik.
Z uspešno opravljenimi misijami vojaki pridobivajo izkušnje, kar se odraža v višanju vrednosti za lastnosti (moč, gibčnost, veščina z orožji itd.), to pa poveča verjetnost za uspeh akcij v taktičnem delu. Tu je viden element igranja vlog, saj lahko igralec izboljšuje svoje vojake na način, ki ustreza njegovemu slogu igranja – lahko recimo več investira v gibčnost (agility), zaradi česar je vojaka teže zadeti, ali žilavost (toughness), ki zmanjša poškodbe ob zadetku. Posledično je vojak zelo uren in ga je težko zadeti, vsak zadetek pa naredi veliko škode, ali obratno. Po drugi strani lahko vojaki, ki so med bitko onesposobljeni, pridobijo trajno poškodbo ali celo umrejo, zato je poudarek na pazljivem pristopu do nasprotnika in preživetju.
Igra vsebuje enoigralske kampanje za vsako frakcijo, med katerimi sovražne tolpe (te upravlja računalnik) napredujejo vzporedno z igralčevo. Poleg tega se lahko igralec s svojo tolpo pomeri z drugimi ljudmi prek spleta.

## Odziv
| Agregator  | Ocena  |
| ---------- | ------ |
| Metacritic | 76/100 |

| Publikacija    | Ocena  |
| -------------- | ------ |
| Jeuxvideo.com  | 16/20  |
| Softpedia      | 8/10   |
| IGN Italia     | 8.4/10 |
| IGN Spain      | 6/10   |
| Hardcore Gamer | 3.5/5  |
| GameStar       | 81/100 |
| The Escapist   | [ 12 ] |

Igra je bila deležna neenotnega odziva, s povprečno oceno 76/100 na agregatorju Metacritic. Nekateri recenzenti so pohvalili »prijetno morbidno« vzdušje in kompleksno igralno mehaniko kot vredno namiznega izvirnika, kritik pa so bili deležne umetna inteligenca, začetna težavnost in tehnične težave (predvsem neroden uporabniški vmesnik in dolgi časi nalaganja), ki lahko frustrirajo igralca.
Posebej kritičen je bil recenzent portala Rock, Paper, Shotgun, ki je boj označil za »nenavdihujoč«, »nerazburljiv« in »medel«, igro kot celoto pa za »butasto« in »zgrešeno«.